# Corocoro United Copper Mines

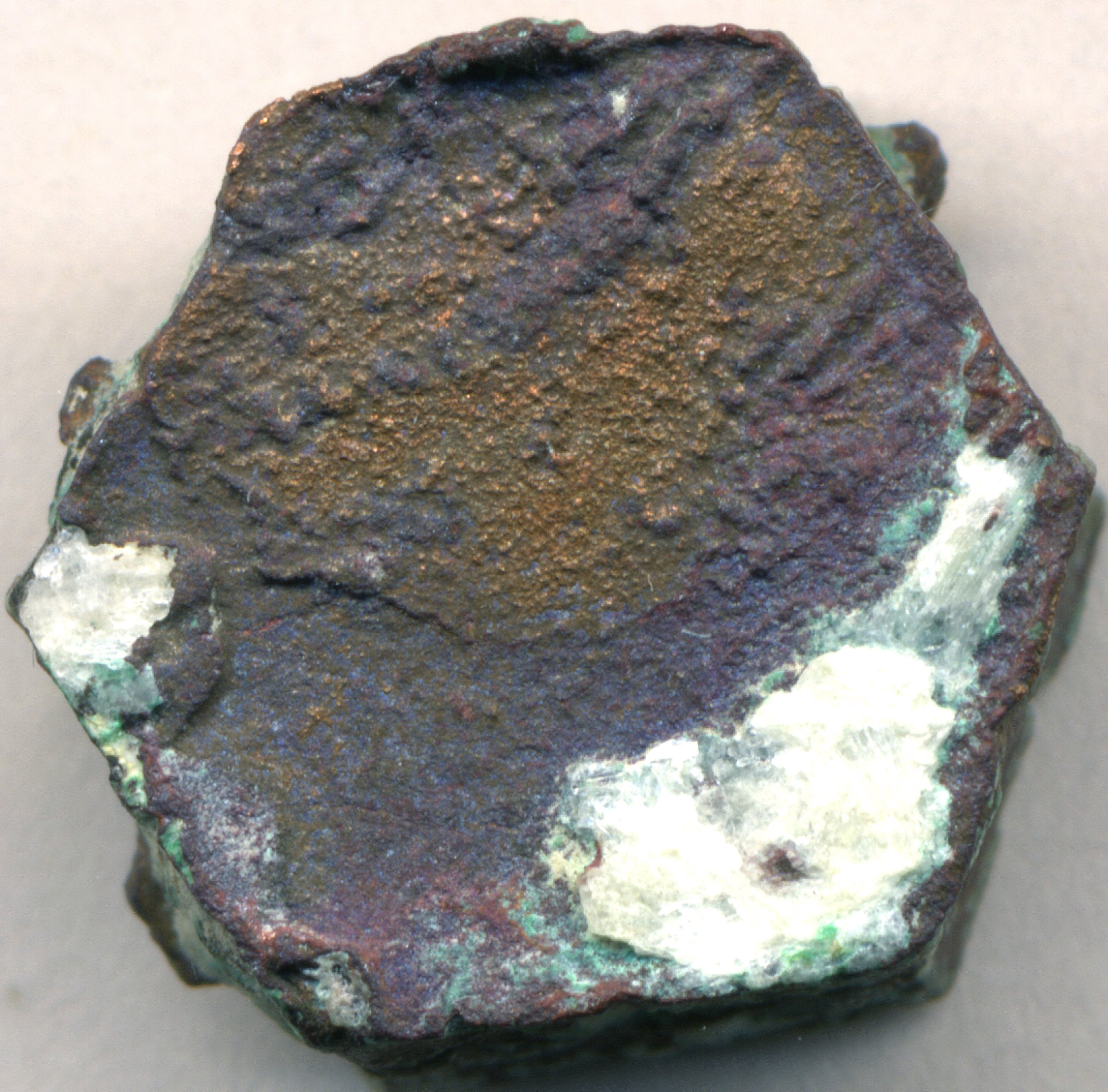
Cobre nativo aragonita, Corocoro

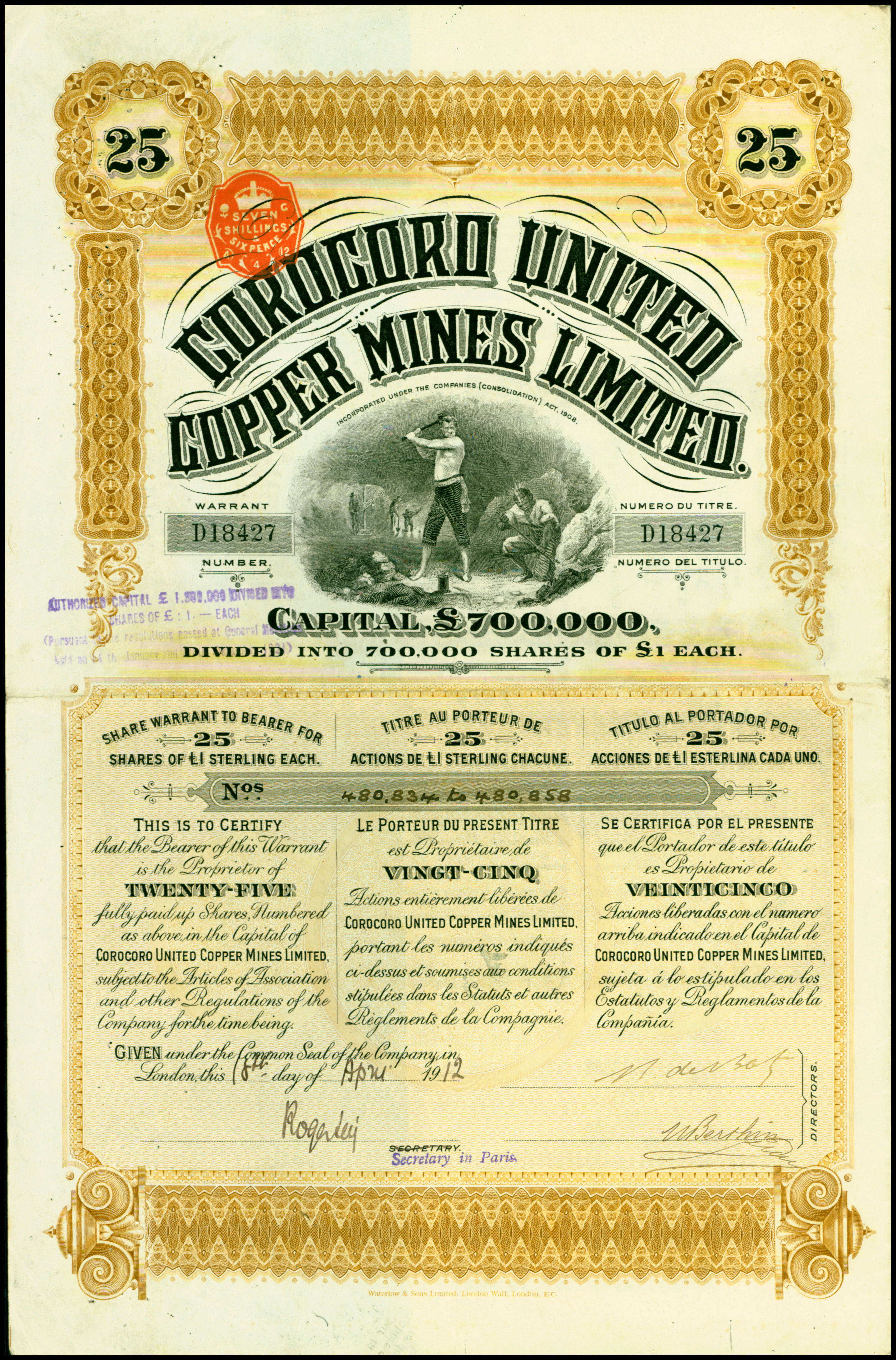
Acción de la Corocoro United Copper MInes Ltd, emitida el 8 de abril de 1912

Corocoro Minas de Cobre  Unidas, Ltd. fue la mina de cobre más grande en Bolivia, título anteriormente ostentado por la Compañía Corocoro de Bolivia. La oficina corporativa estaba ubicada en la casa 151 de Finsbury Pavement, Londres, Inglaterra, mientras la oficina de mina estaba ubicada en Coro Coro, en la provincia de Pacajes, al oeste de Bolivia.

## Historia
La empresa fue organizada el 6 de agosto de 1909 bajo las leyes de Gran Bretaña. Las tierras incluyeron 515 reclamaciones en el municipio de Coro Coro. Las minas principales eran: Wisk'achani, anteriormente propiedad de por J. K. Child & Co., Ltd.; La Santa Rosa, anteriormente poseída por Carreras Hermanos; y el Guallatiri, anteriormente poseída por la Sucesión Noel Berthin. 

## Características
Las minas fueron abiertas sobre dos conglomerados sucesivo estratos de horizontes geológicos diferentes, y similares sólo en su origen y  naturaleza cuprífera. Se cree que las minas ya habían sido explotadas por los Incas. El suministro de agua más cercano era el Rio Desaguadero, a14 millas (23 km ) de distancia, donde el cobre era embarcado vía Puerto de Desaguadero, y de allí a Mollendo, Chile, para exportarlo a Europa.